# Rue Margueritte
La rue Margueritte est une voie du 17e arrondissement de Paris, en France.

## Situation et accès
La rue Margueritte est une voie publique située dans le 17e arrondissement de Paris. Longue de 234 mètres, elle débute au 104, boulevard de Courcelles et se termine au 2, rue Cardinet.
Le quartier est desservi par la ligne 2 à la station Courcelles.

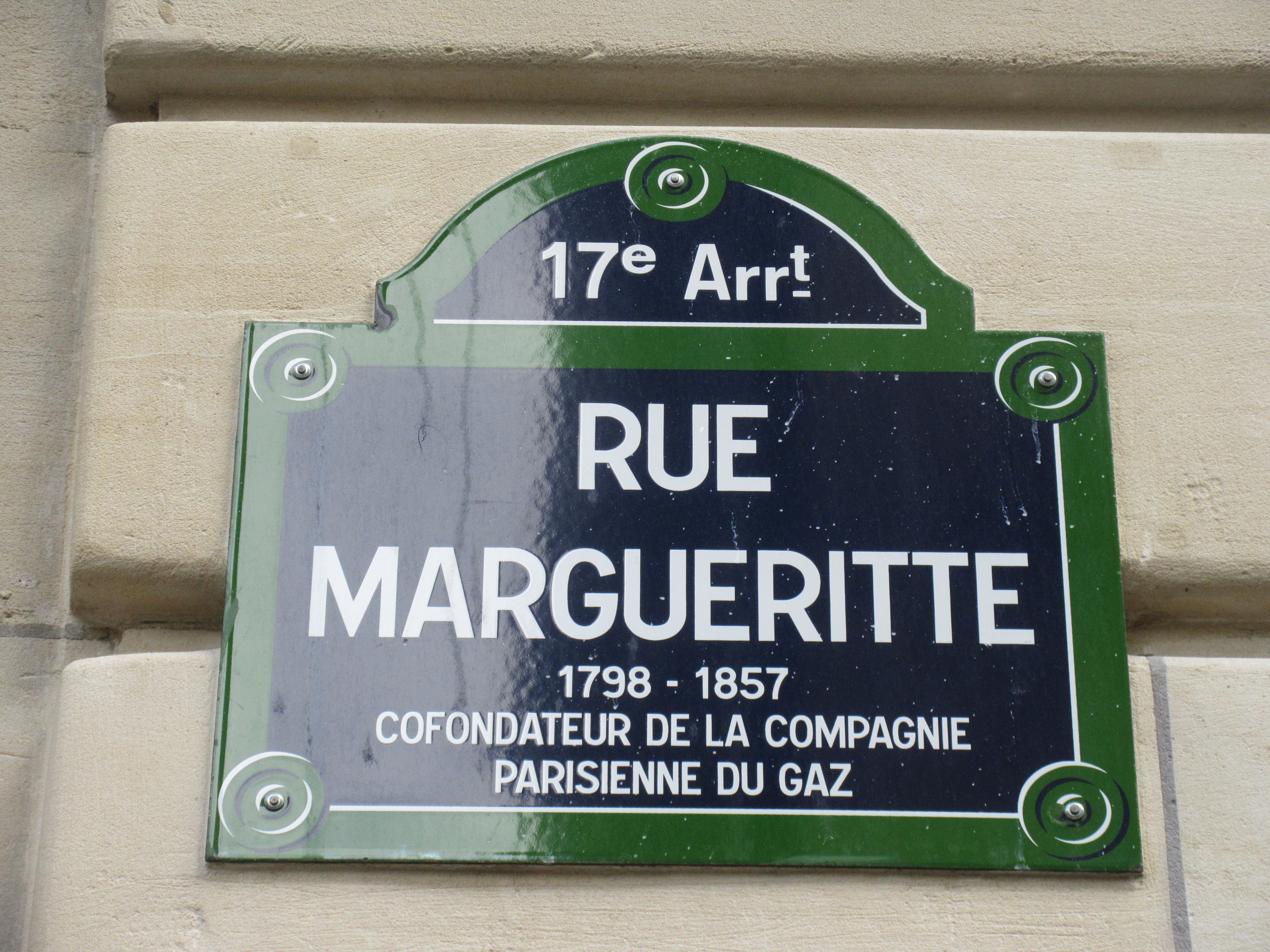
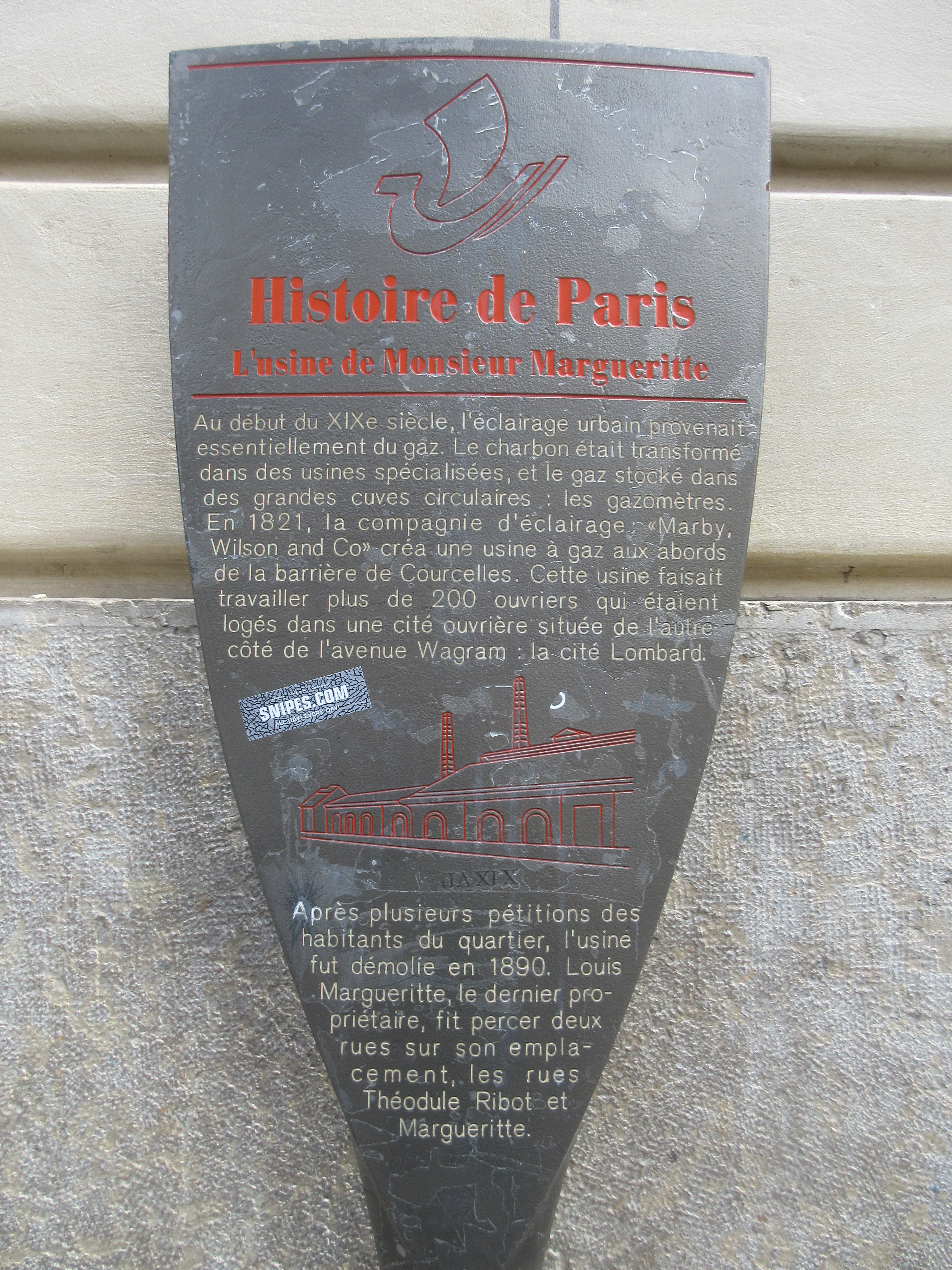
Panneau Histoire de Paris « L'Usine de Monsieur Margueritte »

## Origine du nom
Son nom provient de Louis César Auguste Margueritte, né le 11 février 1798 à Rouen de Luc Margueritte, tailleur d'habits et marchand de draps né en 1762, et d'Elisabeth Leprieur, née en 1764, et mort le 24 mars 1857 à Paris, l'un des fondateurs de la Compagnie parisienne de gaz, également maire de Nainville de 1843 à 1857 et chevalier de la Légion d'Honneur. 
Son fils, Louis Joseph Frédéric Margueritte (1822-1891), fut président du conseil d'administration de cette compagnie. 

## Historique

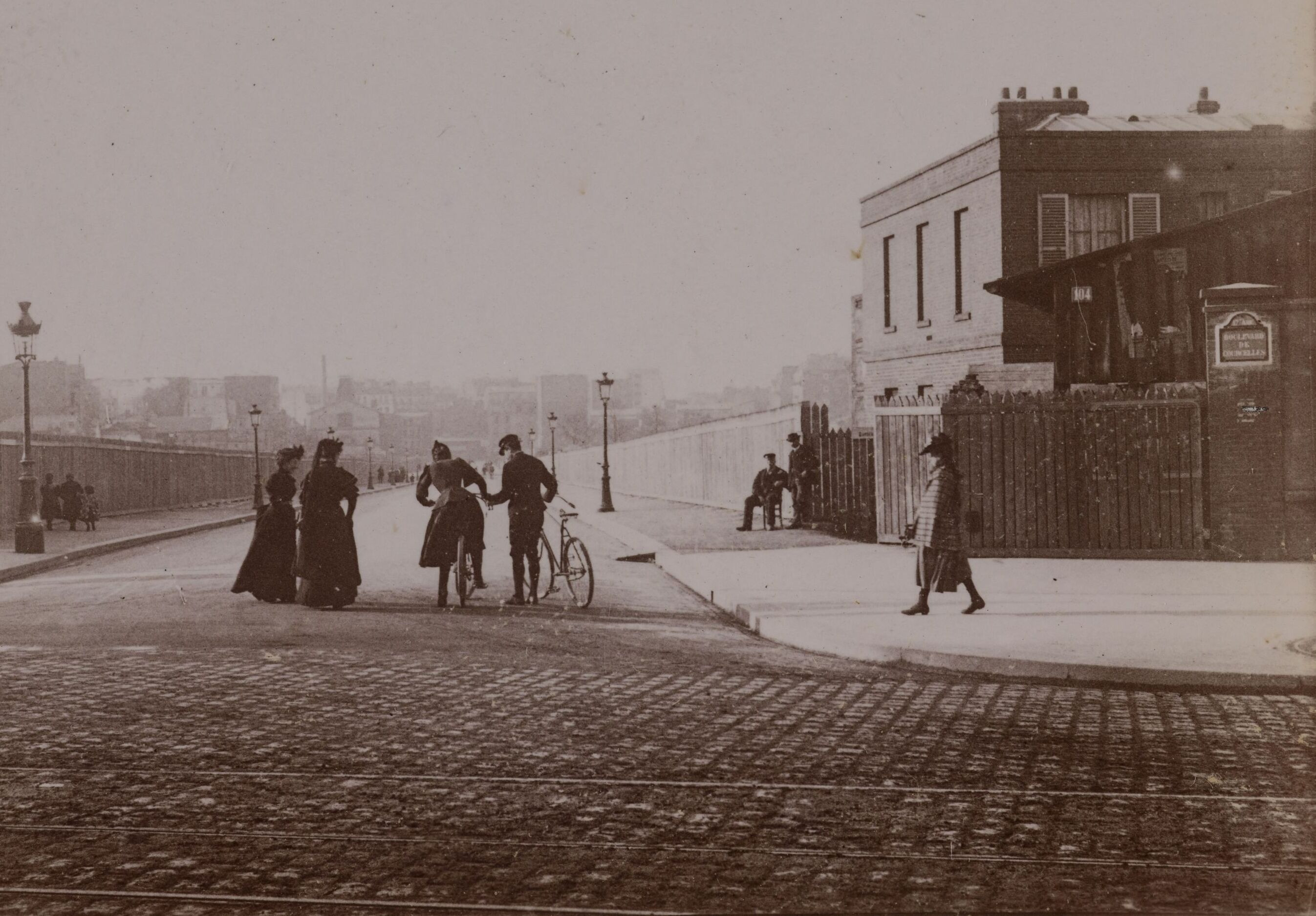
Rue Margueritte vue du boulevard de Courcelles peu de temps après son ouverture. Musée Carnavalet.

Cette voie est ouverte en 1892, comme la rue Théodule-Ribot, par la Compagnie du gaz sur l'emplacement de la grande usine de production de gaz de Monceau située près de la barrière de Courcelles.
Classée dans la voirie parisienne par décret du 8 janvier 1894, elle prend sa dénomination actuelle par arrêté du 28 décembre 1894.

## Bâtiments remarquables et lieux de mémoire
- À un numéro inconnu ont vécu Marie-France Garaud, Roger-Patrice Pelat et Jacques Baumel dans les années 1960[2].
- No 2 (et 104, boulevard de Courcelles) : bel immeuble richement décoré situé à l’angle du boulevard de Courcelles et de la rue, construit en 1898-1899 par l’architecte Édouard Mizard[3], signé en façade côté boulevard, primé au concours des façades de 1901[4]. Le musée Carnavalet conserve une vue de la rue avant la construction de l’immeuble[5]. En 1917, un « drame de la folie » s’y déroule, un militaire en permission y assassinant trois membres de sa famille[6].
- No 8 : dans les années 1920, l’association de solidarité L’Ami des soldats et des orphelins de la guerre a son secrétariat à cette adresse[7]. En 1936, s'y installent les parents d'Amanda Stassart et cette dernière, résistante belge de la Seconde Guerre mondiale.
- No 9 : immeuble construit par l’architecte Hanotiaux en 1896, signé en façade.
- No 15 : immeuble construit par l’architecte E. Compand en 1899, signé en façade. Le coiffeur et restaurateur Maurice Joffo, frère de l’auteur du best-seller Un sac de billes, y habite dans les années 1980[8]. En 1986, Maurice Joffo, après la découverte d’une quarantaine de kilos de bijoux et de quatorze kilos d’or dans ses diverses propriétés, est accusé d’être « le plus grand receleur parisien de bijoux volés »[9]. À l’issue de son procès, il est condamné à cinq ans de prison et sept millions de francs d’amendes et de dommages et intérêts[10] pour recel de vols aggravés, recel de faux documents administratifs falsifiés et escroquerie[11].
- No 16 : collège de l'École internationale bilingue.

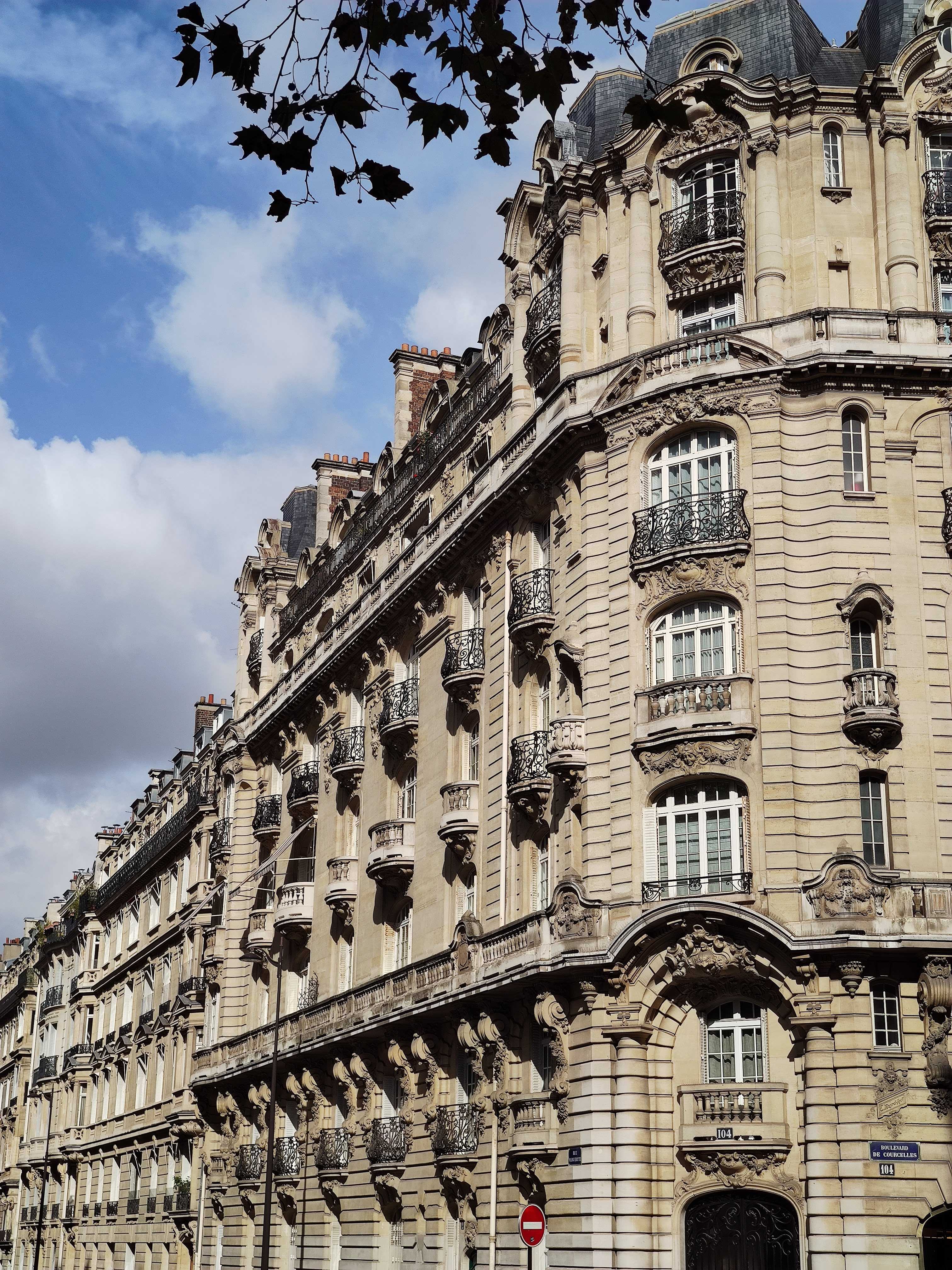
No 2.
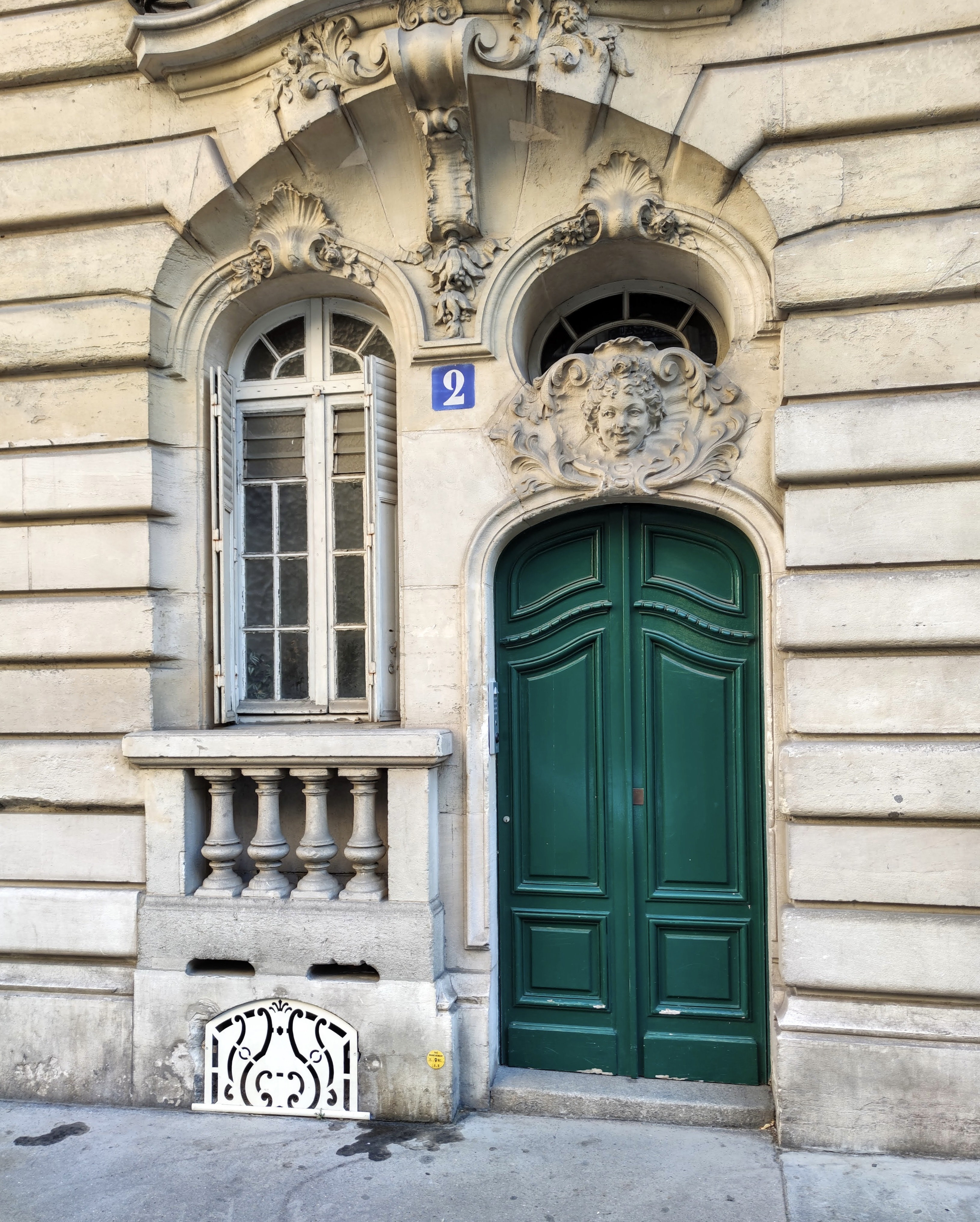
No 2 : entrée.
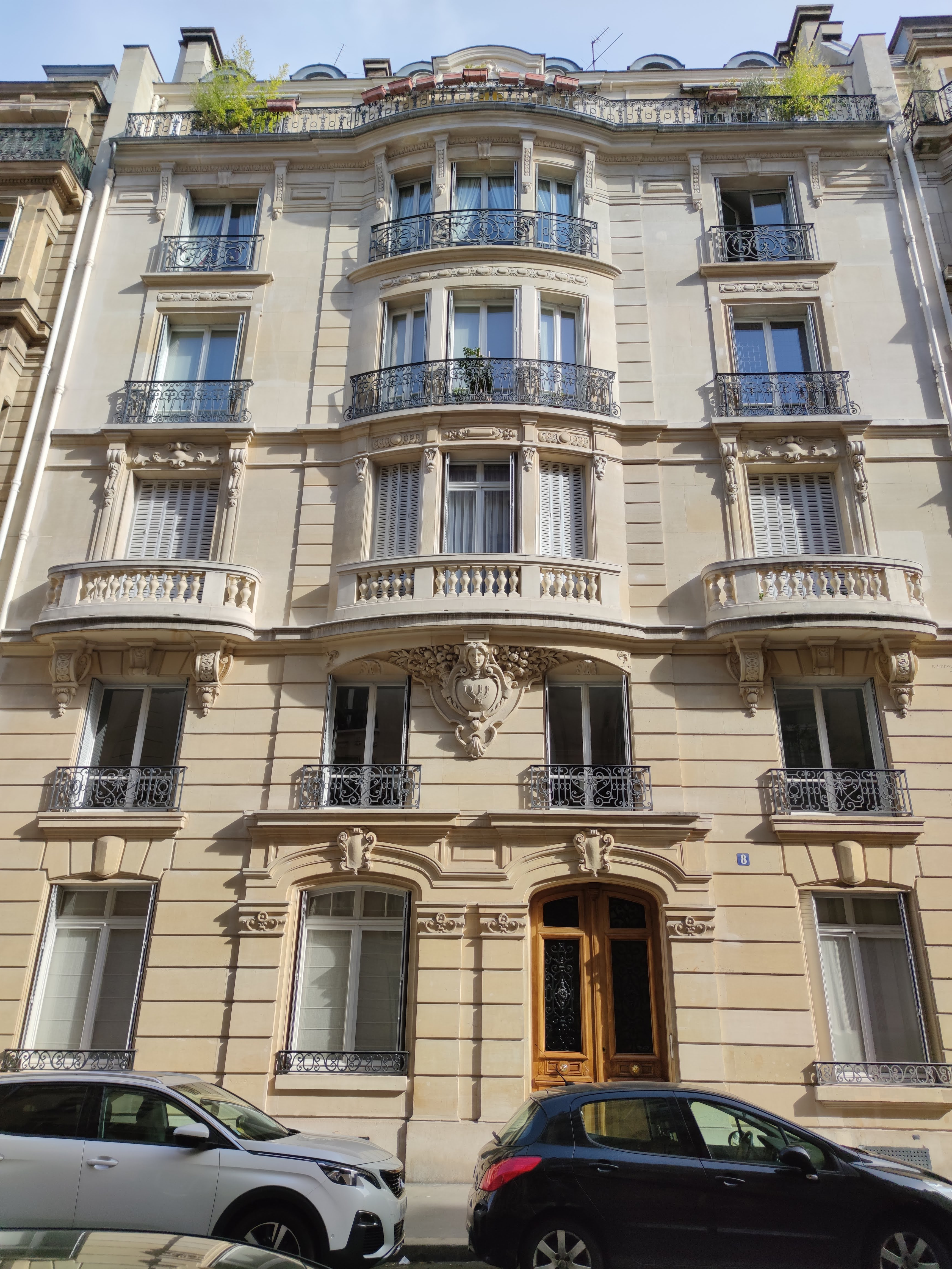
No 8.